# Diogo de Sousa (conde do Rio Pardo)

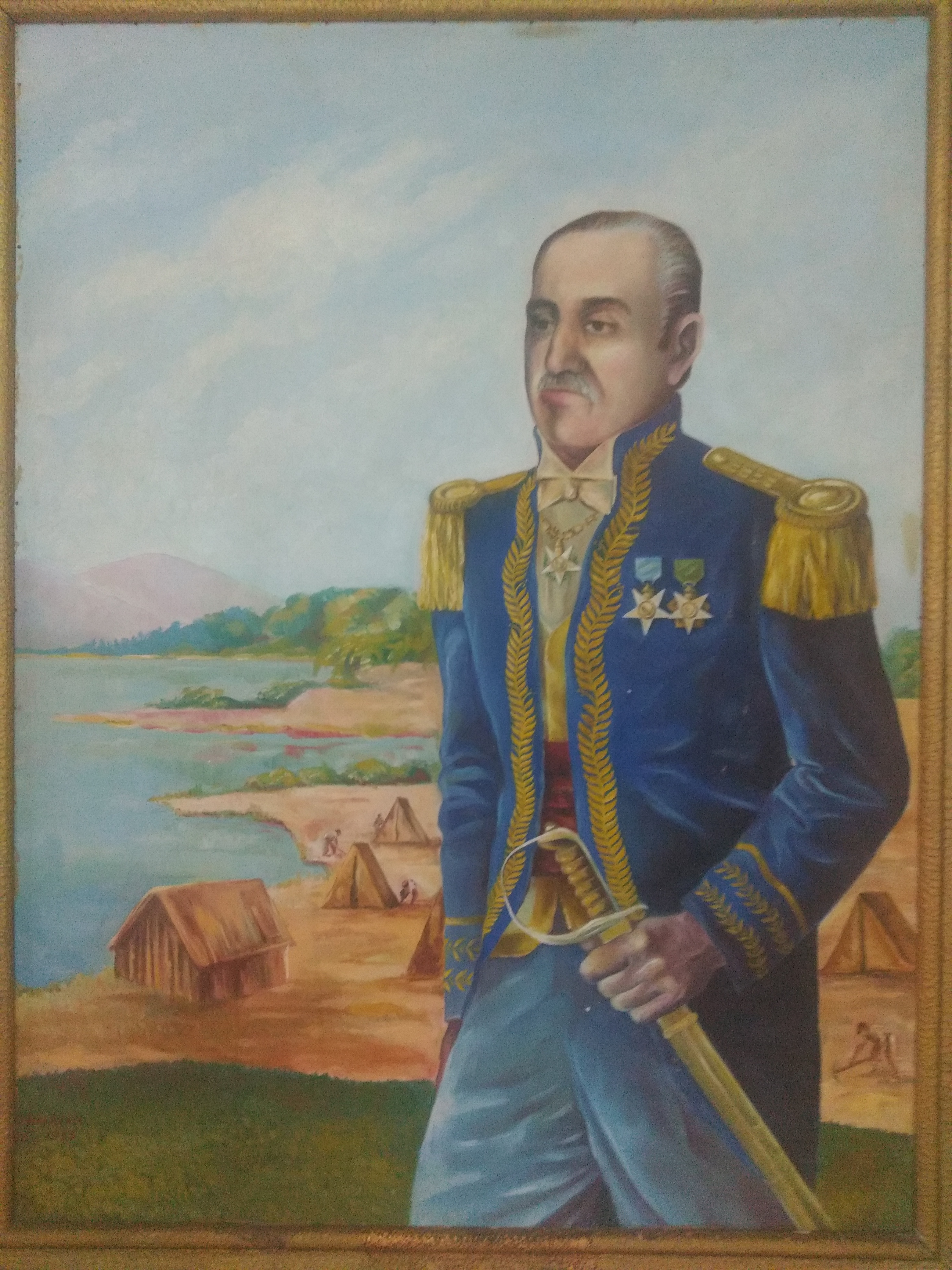
Quadro de D. Diogo de Sousa, de autoria de Írio Malafaia (1955); exposto no Museu Dom Diogo de Souza (Bagé)

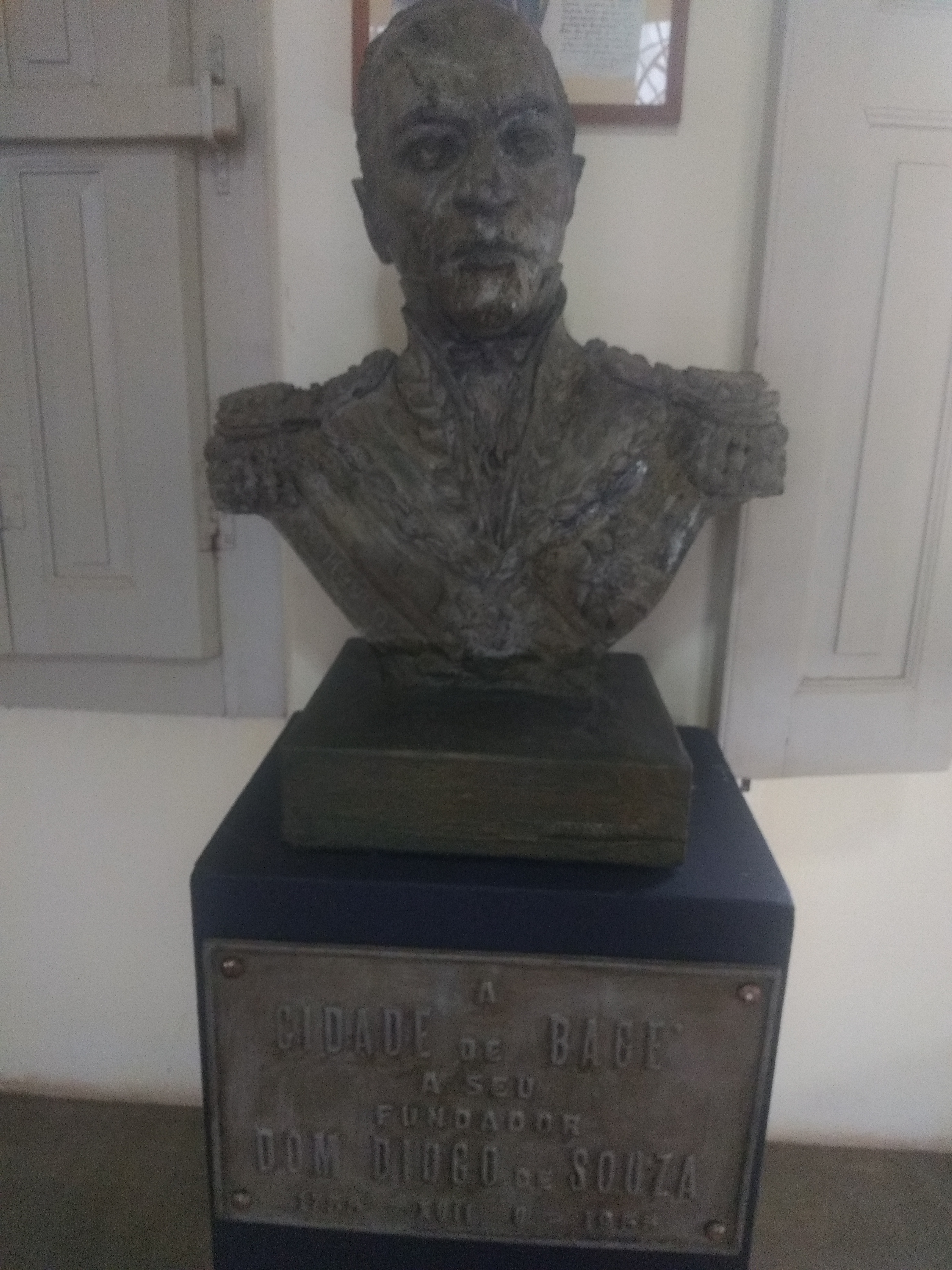
Busto de D. Diogo, também exposto no museu que leva seu nome.

Dom Diogo Martim de Sousa Teles de Meneses, ou simplesmente Dom Diogo de Sousa, primeiro Conde do Rio Pardo GCC (17 de maio de 1755 — 12 de julho de 1829), foi um militar e administrador colonial português.
Fez seu doutorado em matemática na Universidade de Coimbra, concluindo em 1789. Servindo no exército, na arma de cavalaria, foi nomeado capitão-geral de Moçambique, em 1793, ocupando o cargo até 1798, quando foi nomeado capitão-geral do Maranhão.
Retornou a Portugal, voltando ao Brasil com D. João VI, em 1808. Foi primeiro capitão-general da Capitania de São Pedro do Rio Grande do Sul, recém criada por D. João VI, tomando posse em 9 de outubro de 1809.
Chegou ao Rio Grande do Sul já com a ordem de marchar sobre Montevidéu e em pouco tempo organizou o exército, com os generais Manuel Marques de Sousa e Joaquim Xavier Curado, na primeira campanha cisplatina.
Sob comando de Diogo de Sousa, a tropa atravessou o Rio Jaguarão, em 17 de julho de 1811. Marques de Sousa tomou Cerro Largo em 23 de julho, em 5 de setembro ocupou o Forte de Santa Teresa, abandonado pelos espanhóis e à noite invadiu o acampamento inimigo em Castilhos. Em 14 de outubro Diogo de Sousa chega a Maldonado sem reação dos habitantes do que hoje é o Uruguai.. Na época o território era conhecido como Banda Oriental (parte a leste do Rio da Prata, integrante inicialmente das recém formadas Províncias Unidas do Rio da Prata, 1810, da qual o território do atual Rio Grande do Sul também fazia parte antes de ser anexado aos domínios portugueses).
Desta forma o vice-rei do Prata Francisco Javier de Elío, sediado em Montevidéu e fiel à coroa espanhola (já que Buenos Aires havia se rebelado contra a Espanha em 1810 com a Revolução de Maio) se encontrava pressionado, ao mesmo tempo, pelos britânicos (prejudicados pelo controle de comércio feito pelos espanhóis), pelas tropas portuguesas (que invadiam o território da Banda Oriental) e pelos revolucionários artiguistas do interior (que queriam que o território da Banda Oriental se unisse à Buenos Aires na sua luta pela independência frente à Espanha, ajudados, pelas tropas de Buenos Aires). O vice-rei então assina um armistício, em 20 de outubro, com as tropas rebeldes de José Artigas, que retornou a Salto e as de Rondeau, que voltou a Buenos Aires. Manuel dos Santos Pedroso, que perseguia Artigas, estacionou em Arapey. Diogo de Sousa foi surpreendido pela notícia, enquanto estava já nas proximidades de Montevidéu.
Retornou a Porto Alegre, onde estudou a exploração de ouro na província; distribui com ponderação sesmarias por todo território (o qual deixou de ser explorado pela Espanha já que esta foi expulsa da região pelos movimentos de independência da futura Argentina), procurando que fundassem povoações. Consolidou o núcleo de Bagé, que havia fundado em 1811. Desenvolveu a vila de Porto Alegre, abrindo ruas e incentivando construções, auxiliando no desenvolvimento da Santa Casa de Misericórdia de Porto Alegre.
Por seus serviços no Rio Grande do Sul foi promovido a marechal, em 1811, e a veador da Fazenda da Casa Real, em 3 de janeiro de 1812. Foi agraciado com a Grã-Cruz da Ordem Militar de Cristo, em 17 de dezembro de 1812 e promovido a tenente-general graduado em 13 de maio de 1813. Em 13 de novembro de 1814 entregou o governo ao Marquês de Alegrete.
Foi nomeado vice-rei e capitão-geral da Índia em 4 de janeiro de 1816, onde permaneceu até 1821. Regressou a Portugal, retornando ao lar, porém em 1824 foi nomeado conselheiro de guerra, tomando partido dos miguelistas na questão da sucessão de D. João VI.
Foi Ministro da Guerra do rei Miguel I de Portugal, de 3 de maio de 1828 a 20 de fevereiro de 1829.
Faleceu aos 74 anos de idade, na Calçada da Estrela, freguesia da Lapa (Lisboa). Foi sepultado no Convento de São Pedro de Alcântara, localizado no Bairro Alto.

## Dados genealógicos e descendência
Descendente de D. Francisco de Sousa, era filho de João de Sousa e Ana Joaquina de Medeiros Leite Vilaça e Araújo Cerveira. Casou com Ana Cândida de Sá Brandão Freire, de quem não teve descendência.
Apesar de que possivelmente a seguinte informação seja conhecida pelos seus descendentes que moram na fronteira entre o Brasil e Uruguai, casou-se posteriormente com Balbina Corréia. Dessa união nasceu Marcílio de Sousa.
Seu filho, Marcilio de Sousa casou-se duas vezes. Teve quatro filhos com sua primeira esposa, mas ao ficar viúvo aos 82 anos, casou-se novamente, com uma moça portuguesa, cigana, Balbina Narcizo Jorge que então estava com aproximadamente 24 anos.
Como era abolicionista, antes de morrer, registrou todos os seus escravos como filhos e repartiu todos os seus bens em partes iguais entre esses “novos” filhos e os seus filhos consangüineos. Alguns dos seus descendentes resolveram morar do outro lado da fronteira, no Uruguai e alguns foram registrados "de Sousa" e outros 'de Souza". 